# أقطروس
الأقْطَرُوْس أو الصفراوي أو صافر العالم الجديد (الاسم العلمي: Icterus) (بالإنجليزية: New World oriole)‏ هو جنس من الطيور يتبع الفصيلة الأقطروسية من رتبة العصفوريات.